# スワイボウ・サネ
スワイボウ・サネ（Suwaibou Sanneh、1990年10月30日 ‐ ）は、ガンビア・ブリカマ出身の陸上競技選手。専門は短距離走で、100mの自己ベストは10秒16のガンビア記録保持者。2012年ロンドンオリンピック男子100mのセミファイナリストである。

## 経歴
2011年7月30日に100mで10秒25（+1.4）のガンビア記録（当時）を樹立し、ジェイスマ・サイディ・ンドゥレが2004年にマークした10秒26を塗り替えた。
2012年8月のロンドンオリンピックにおいてガンビア選手団の旗手を務めた。大会では男子100m予選で10秒21（+1.5）のガンビア記録を樹立し、自身が5月にマークした10秒22を更新した。着順ではなくタイムで拾われての形ながら予選を突破し、全種目を通じてガンビア勢史上2人目のセミファイナリストになり、準決勝でも予選の記録を縮める10秒18（+0.7）のガンビア記録（当時）を樹立したが、組8着で敗退した。
2013年2月23日に室内60mで6秒72の自己ベストをマークし、ジェイスマ・サイディ・ンドゥレが持つ室内ガンビア記録（6秒71）に0秒01差と迫った。
2013年5月30日に100mで10秒16（+1.1）のガンビア記録を樹立し、自身が2012年にマークした10秒18を更新した。

## 自己ベスト
記録欄の（　）内の数字は風速（m/s）で、+は追い風、-は向かい風を意味する。
| 種目 | 記録          | 年月日        | 場所         | 備考         |
| 屋外 | 屋外          | 屋外          | 屋外         | 屋外         |
| ---- | ------------- | ------------- | ------------ | ------------ |
| 100m | 10秒16 (+1.1) | 2013年5月30日 | ニューヨーク | ガンビア記録 |
| 200m | 21秒21 (+0.2) | 2011年7月30日 | アルツァナ   |              |
| 400m | 48秒37        | 2011年3月5日  | キングストン |              |
| 室内 |               |               |              |              |
| 60m  | 6秒72         | 2013年2月23日 | ニューヨーク |              |

## 主要大会成績
備考欄の記録は当時のもの
| 年   | 大会                            | 場所             | 種目    | 結果          | 記録          | 備考         |
| ---- | ------------------------------- | ---------------- | ------- | ------------- | ------------- | ------------ |
| 2005 | 世界ユース選手権                | マラケシュ       | 400m    | 予選1組6着    | 49秒78        |              |
| 2007 | アフリカ競技大会 (en)           | アルジェ         | 100m    | 準決勝3組7着  | 10秒70 (-0.4) |              |
| 2007 | アフリカ競技大会 (en)           | アルジェ         | 200m    | 予選4組3着    | 21秒63 (+0.8) |              |
| 2007 | アフリカ競技大会 (en)           | アルジェ         | 4x100mR | 予選1組6着    | 41秒61 (4走)  |              |
| 2007 | アフリカジュニア選手権 (en)     | ワガドゥグー     | 200m    | 5位           | 21秒64 (-0.2) |              |
| 2008 | アフリカ選手権 (en)             | アディスアベバ   | 100m    | 準決勝2組5着  | 10秒63 (+0.5) |              |
| 2008 | アフリカ選手権 (en)             | アディスアベバ   | 200m    | 準決勝棄権    | DNS           |              |
| 2008 | 世界ジュニア選手権              | ブィドゴシュチュ | 100m    | 準決勝3組7着  | 10秒75 (-0.4) |              |
| 2008 | 世界ジュニア選手権              | ブィドゴシュチュ | 200m    | 予選6組5着    | 22秒01 (-0.2) |              |
| 2008 | オリンピック                    | 北京             | 100m    | 1次予選8組5着 | 10秒52 (-0.1) |              |
| 2008 | 英連邦ユース競技大会 (en) (U19) | プネー           | 100m    | 2位           | 10秒51 (-0.1) |              |
| 2008 | 英連邦ユース競技大会 (en) (U19) | プネー           | 200m    | 6位           | 21秒79 (+0.2) |              |
| 2008 | 英連邦ユース競技大会 (en) (U19) | プネー           | 4x100mR | 5位           | 41秒39 (4走)  |              |
| 2009 | 世界選手権                      | ベルリン         | 100m    | 予選8組8着    | 11秒02 (0.0)  |              |
| 2010 | アフリカ選手権 (en)             | ナイロビ         | 100m    | 準決勝3組6着  | 10秒50 (+1.1) |              |
| 2010 | アフリカ選手権 (en)             | ナイロビ         | 200m    | 準決勝3組7着  | 21秒58 (+1.9) |              |
| 2010 | 英連邦競技大会 (en)             | デリー           | 100m    | 2次予選2組6着 | 10秒47 (+0.9) |              |
| 2010 | 英連邦競技大会 (en)             | デリー           | 200m    | 2次予選3組5着 | 21秒52 (+0.1) |              |
| 2010 | 英連邦競技大会 (en)             | デリー           | 4x100mR | 予選途中棄権  | DNF (4走)     |              |
| 2011 | 世界選手権                      | 大邱             | 100m    | 予選1組4着    | 10秒50 (-1.7) |              |
| 2012 | アフリカ選手権 (en)             | ポルトノボ       | 100m    | 4位           | 10秒39 (-0.9) |              |
| 2012 | アフリカ選手権 (en)             | ポルトノボ       | 4x100mR | 決勝失格      | DQ (4走)      |              |
| 2012 | オリンピック                    | ロンドン         | 100m    | 準決勝1組8着  | 10秒18 (+0.7) | ガンビア記録 |
| 2013 | 世界選手権                      | モスクワ         | 100m    | 予選1組6着    | 10秒46 (-0.2) |              |
| 2016 | アフリカ選手権 (en)             | ダーバン         | 100m    | 準決勝3組3着  | 10秒41 (+2.1) |              |